# Royal Maundy
El Royal Maundy es un servicio religioso en la Iglesia de Inglaterra que se lleva a cabo el día de Jueves Santo. En el servicio, el monarca británico o un funcionario real distribuye ceremonialmente pequeñas monedas de plata conocidas como «dinero del Jueves Santo» como limosna simbólica a destinatarios de edad avanzada. Esta ceremonia tiene su origen en una costumbre de la Edad Media cuando los monarcas ingleses participaban en un lavado de pies de mendigos a imitación de un episodio de la Ultima Cena según los Evangelios y de hecho el nombre maundy resulta de una corrupción del latín mandatum aludiendo al pedido de Jesús de Nazaret a sus apóstoles de "amarse unos a otros". 
El primer registro de la ceremonia del Royal Maundy es del año 1210 cuando el rey Juan sin Tierra repartió limosnas a los pobres. Con el paso de los siglos, la costumbre del lavado de pies fue abandonada y quedó reemplazada por la simple entrega de limosnas (sea en dinero o vestimentas) hecha personalmente por el monarca. Las monedas entregadas en esta ceremonia fueron denominadas en inglés Maundy Money o Dinero Maundy, siendo idénticas a las monedas de curso legal de la época. 
Desde inicios del siglo XVIII los reyes dejaron de asistir al Royal Maundy y fueron reemplazados por un funcionario de la Corona, quien se encargaba de distribuir las limosnas y obsequiios en nombre del monarca, pero desde 1752 empezaron a utilizarse monedas acuñadas especialmente para esta ocasión y con un diseño particular que las diferenciaba del dinero común, aunque seguían siendo moneda de curso legal. Recién en la década de 1930 se retomó la tradición de la presencia del monarca cuando el rey Jorge V asistió a la ceremonia en 1932, costumbre que continúa hasta la actualidad, siendo que en el reinado de Isabel II por vez primera se realizaron las ceremonias del Royal Maundy en catedrales anglicanas fuera de Londres, siendo elegidos los beneficiarios mediante propuestas del clero (anglicano o no) de la localidad elegida. 
Las "Monedas Maundy" estuvieron disponibles al público en general hasta 1909 siendo posible comprarlas a la Royal Mint británica, pero desde esa fecha solamente están disponibles para los beneficiarios de la ceremonia del Royal Maundy y, de modo excepcional, a ciertos altos funcionarios. Estas monedas son de curso legal y se acuñan en plata con valores faciales de 1, 2, 3, y 4 peniques, pero rara vez circulan debido a su contenido de plata y valor numismático.